# Mont Maudit
Mont Maudit (pl: Przeklęta góra) – szczyt w Masywie Mont Blanc, grupie górskiej Mont Blanc. Leży na granicy między Francją (region Owernia-Rodan-Alpy) a Włochami (region Dolina Aosty). 
Szczyt można zdobyć ze schronisk Refuge des Cosmiques (3613 m), Abri Simond Bivouac po stronie francuskiej oraz Rifugio Torino (3322 m i 3375 m 2 budynki), Bivacco Lucia e Piero Ghiglione (3690 m) i Bivacco Alberico e Brogna (3679 m) po stronie włoskiej. Jedną z najpiękniejszych dróg wspinaczkowych średniej trudności w całych Alpach jest droga z biwaku Fourche'a, wiodąca granią Kuffnera (granią, którą wiedzie granica francusko-włoska).
Pierwszego wejścia dokonali Henry Seymour Hoare, William Edward Davidson, Johann Jaun i Johann von Bergen 12 września 1878 r.
W trakcie zdobywania Mont Maudit w 2002 roku zginął polski taternik Jacek Winkler, czynnie wspierający mudżahedinów afgańskich podczas wojny afgańsko-radzieckiej.